# Siggern
Die Siggern ([ˈzɪkərn]) ist ein rund 9 km langer Bach, der bei Flumenthal im Kanton Solothurn von links in die Aare mündet.

## Geographie

### Verlauf
Die Siggern entspringt unter der Felswand auf der Ostseite der Röti nahe dem Balmberg im Solothurner Jura auf etwa 1185 m ü. M. der Wildbach nimmt bis zur Klus nördlich der Ruine Balm noch weitere Quellbäche aus dem Talkessel am Balmberg auf. Die Juralandschaft am Oberlauf der Siggern mit den markanten Felsklippen aus Hauptrogenstein gehört zum Landschaftsschutzgebiet «Weissenstein», das im Bundesinventar der Landschaften und Naturdenkmäler von nationaler Bedeutung (BLN) verzeichnet ist.
Die Siggern wird südlich des Juragebirges noch von einigen weiteren Bächen gespeist, der grösste davon ist der Gummenbach. Die Siggern liegt auf dem Boden der Gemeinden Balm bei Günsberg, Günsberg, Hubersdorf, Attiswil und Flumenthal. Bei Attiswil verlässt sie für fast einen Kilometer den Kanton Solothurn und liegt nun im Kanton Bern, bevor sie östlich von Flumenthal wieder auf solothurnisches Gebiet wechselt.

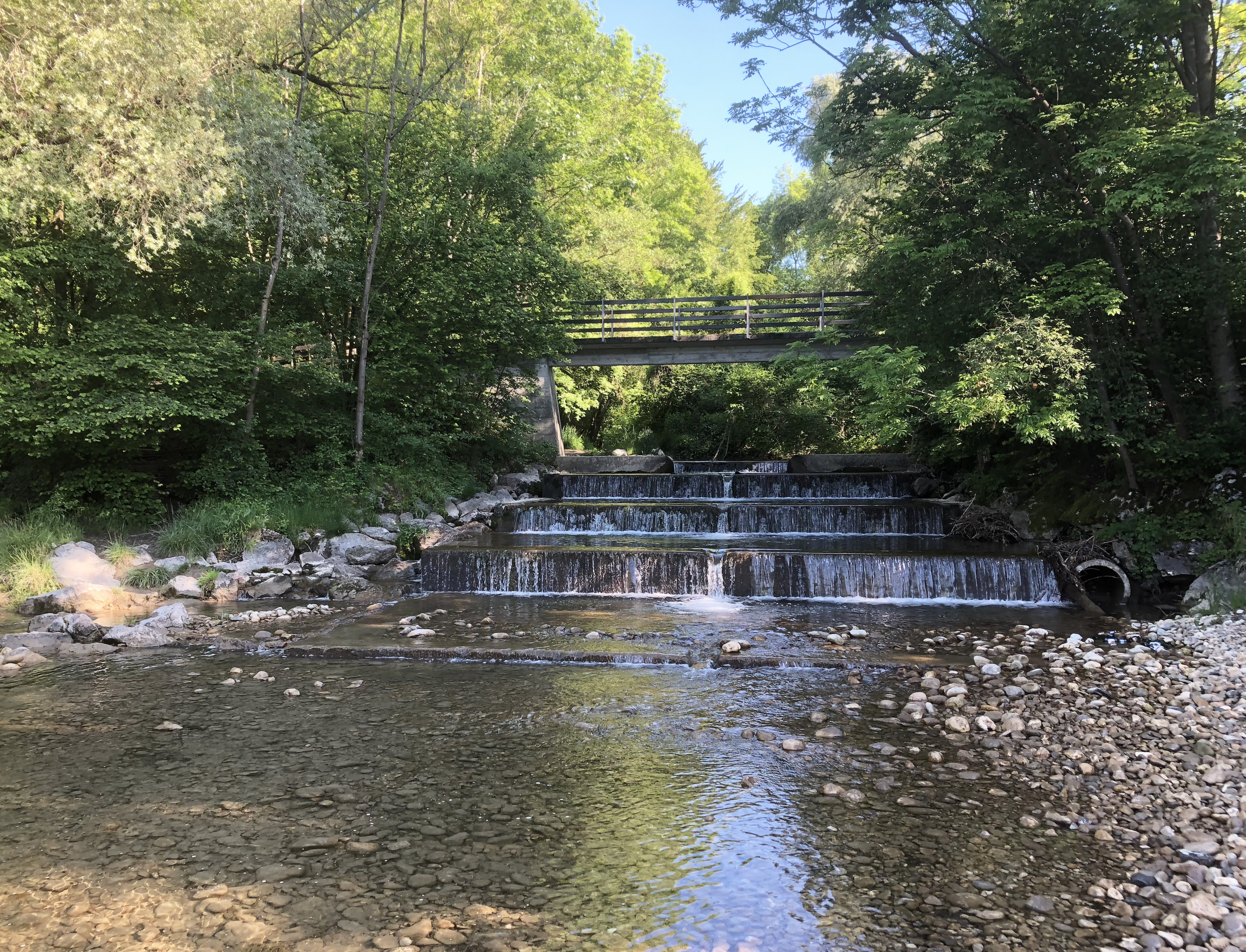
Siggernmündung mit Steg

Zwischen Flumenthal und Attiswil führen die Alte Baselstrasse, due Hauptstrasse 5, welcher in diesem Abschnitt auch die Hauptstrasse 12 und die Hauptstrasse 22 entsprechen, und die Solothurn-Niederbipp-Bahn über den Bach. Die historische Siggernbrücke der Landstrasse am Jurasüdfuss ist seit 1640 erwähnt.
Südöstlich von Flumenthal mündet der Bach beim Weiler Untersiggern auf 418 m ü. M. von links in die Aare. Die Mündung befindet sich 1,5 Kilometer unterhalb des Wasserkraftwerks Flumenthal in einem kleinen Waldgebiet. Der linke Aareuferweg von Solothurn nach Wangen an der Aare überquert den Bach bei seiner Mündung.
Der 8,7 km lange Lauf der Siggern endet ungefähr 767 Höhenmeter unterhalb ihrer Quelle, sie hat somit ein mittleres Sohlgefälle von etwa 88 ‰.

### Einzugsgebiet
Das 22,84 km² grosse Einzugsgebiet der Siggern wird über die Aare und den Rhein zur Nordsee entwässert.
Es besteht zu 42,2 % aus bestockter Fläche, zu 48 % aus Landwirtschaftsfläche, zu 8,7 % aus Siedlungsfläche und zu 1,1 % aus unproduktiven Flächen.
Die mittlere Höhe des Einzugsgebietes beträgt 708,3 m ü. M., die minimale Höhe liegt bei 420 m ü. M. und die maximale Höhe bei 1366 m ü. M.

### Zuflüsse
(Zuflüsse von der Quelle bis zur Mündung, Namen nach dem Geoportal Kanton Solothurn, Daten nach dem Geoserver der Schweizer Bundesverwaltung mit der Länge in Kilometer (km), dem Einzugsgebiet in Quadratkilometer (km²) und dem mittleren Abfluss (MQ) in Liter pro Sekunde (l/s))
- Chällenbach (links), 1,2 km
- Zwischenberggraben (rechts), 1,3 km
- Sägetbächli (rechts), 0,7 km[8]
- Wasserfallenbach (links), 2,0 km, 1,17 km²
- Gummen (rechts), 3,2 km, 3,35 km²
- Müligraben (links), 3,2 km, 1,83 km²
- Mettlenbach (Rohrgraben) (links), 3,4 km, 3,94 km², 130 l/s
- Dorfbach (Attiswilerbach) (links), 4,4 km, 6,48 km², 190 l/s

## Charakter
Die Siggern weist ein relativ grosses Gefälle von durchschnittlich 0,87 % auf. Dadurch bedingt, führt sie besonders im Oberlauf relativ viel Geschiebe mit sich. In der Klas bei Balm stürzt der Wildbach mit einem Wasserfall über eine Felsstufe. Der Unterlauf ist flacher, aber auch hier verhindert die nach wie vor hohe Fliessgeschwindigkeit die Ansiedlung von Wasserpflanzen. Wie bei vielen Gewässern im Jura, variiert auch bei der Siggern der Wasserstand relativ stark. Der verkarstete Untergrund im Jura lässt viel Wasser versickern.
Der Bachlauf ist verhältnismässig wenig verbaut und auf vielen Strecken wenig beeinträchtigt bis natürlich.

## Hydrologie
An der Mündung der Siggern in die Aare beträgt ihre modellierte mittlere Abflussmenge (MQ) 740 l/s. Ihr Abflussregimetyp ist pluvial jurassien und ihre Abflussvariabilität beträgt 24.

## Geologie
Gemäss neueren geologischen Erkenntnissen fliesst die Siggern im Unterlauf offenbar in der sog. Hubersdorf-Rinne. Diese wurde nicht nur durch warmzeitliche Erosion geschaffen, sondern auch durch quartäre Gletscher-Vorstösse und deren Schmelzwässer.

## Geschichte
Das Gewässer wurde im Jahr 1323 („an dem Siggeren“) erstmals schriftlich erwähnt. Der Name könnte sich vom germanischen *seig-a- mit der Bedeutung „sinken, sich leise, sanft bewegen, herabkommen“ ableiten.
In der Landesgeschichte des Aaregebiets lag an der Siggern seit dem Frühmittelalter eine Herrschafts- und Bistumsgrenze zwischen dem Gebiet «Burgund jenseits der Aare» und dem Buchsgau, die im 15. Jahrhundert zur Kantonsgrenze zwischen Solothurn und Bern wurde.